# Classe K (sommergibile Regno Unito)
La classe K fu una classe di sommergibili di produzione britannica destinati alla Grand Fleet della Royal Navy, la marina militare del Regno Unito.
Realizzata per l'impellenza di poter dotare di nuove unità la marina britannica, durante lo svolgimento della prima guerra mondiale, che potessero tenere il passo con le grandi navi da battaglia raggiungendo la velocità di 24 kt, risultato ottenibile con l'adozione di un motore a vapore, si rivelò un fallimento in ambito operativo.

## Storia
La classe comprendeva una serie di costosissimi sommergibili inglesi, varati con il concetto che essi potessero seguire la flotta per combattere come vero e proprio sommergibile di squadra, un concetto che non funzionò mai in termini operativi ma che comportò un grande investimento in termini economici perché, per realizzare una unità tanto veloce da superare i 20 nodi, fu necessario costruire navi con caldaie a vapore per motori a turbina, veri e propri cacciatorpediniere sommergibili, dal costo e dimensioni molto al di là del normale. Essi si rivelarono un concetto sbagliato, e due andarono persi speronandosi durante una manovra nella nebbia.
I motori a vapore necessitavano di fumaioli esattamente come le unità di superficie: all'atto dell'immersione (che, preparativi compresi, durava almeno tre minuti), essi dovevano essere ritirati e chiusi con porte stagne, ma il minimo corpuscolo che potesse inserirsi (anche piccoli stroppi) ne avrebbe impedito la chiusura, come delle valvole connesse, e la conseguente immersione; inoltre le caldaie avrebbero impiegato molto tempo a raffreddarsi, rendendo comunque invivibile l'interno; sempre connesso alle caldaie, era il problema delle grandi maniche a vento per il tiraggio dell'aria, che dovevano essere chiuse con la massima cura.
Molte modifiche tecniche resero assai goffa e particolarmente sgraziata la sagoma di queste unità: un'enorme cassa autoallagabile a prora per smorzare il beccheggio; una sorta di "garitta pensile" aggiunta alla falsatorre per offrire maggior visuale, per ovviare alla presenza della scomoda prora; la presenza di diversi lanciasiluri sul ponte ed un potente armamento artiglieresco, che però fu più volte spostato (in varie posizioni sulla tolda, a proravia o poppavia della falsatorre o in appendici annesse a quest'ultima) a causa della cattiva tenuta del mare dei battelli, i cui artiglieri subivano violente ondate.
Considerando l'epoca, i concetti operativi e costruttivi (il termine stesso di "sommergibile" deriva da "torpediniera sommergibile", ovvero imbarcazione silurante che ha la particolarità di potersi immergere, ma il cui impiego primario è in superficie), la profondità operativa massima si aggirava sui 30-40 m e questi battelli non facevano eccezione; l'immersione ad alta velocità sarebbe stata estremamente pericolosa, in quanto sarebbe stato difficile controllare un sommergibile di circa 2.000 t lanciato a 24 nodi in fase d'immersione: non era da escludersi cioè il fatto che non si riuscisse a stabilizzare il battello entro la quota critica, segnando il destino dei 59 uomini d'equipaggio.

## Operazioni
Questo modello dalla peculiare concezione operativa non riuscì mai a scendere in campo con i metodi previsti - svolse prevalentemente attività di pattuglia, come altri modelli "classici" contemporanei - soprattutto per la grande difficoltà a tenere il mare che gli impediva di assolvere completamente al ruolo di sommergibile di squadra (in un'epoca in cui a seguito di forti mareggiate si potevano perdere anche dei cacciatorpediniere).
I 16 battelli prodotti tra il 1916 ed il 1918 (da K1 a K17, senza il numero 16, cui si aggiunse nell'immediato dopoguerra un modello migliorato, il K26, unico completato dei cinque commissionati inizialmente) furono inquadrati nella 12ª e 13ª squadriglia sommergibili, facenti capo alla Grand Fleet.
Fra il 1917 ed il 1921 furono persi il K1, speronato dal K4 e affondato per errore da fuoco amico, il K13 che fu recuperato e reimmesso in servizio come K22 ed il K5, per un incidente d'immersione; clamoroso l'incidente collettivo che ebbe luogo durante la cosiddetta Battaglia dell'Isola di May, nel Firth of Forth (Scozia).
Il 31 gennaio 1918, due squadriglie di battelli K (9 imbarcazioni complessive) navigavano nell'insenatura ad alta velocità, a luci spente e con l'ordine di silenzio radio, in avanguardia rispetto ad una formazione di superficie; il tutto cominciò dal K22 (l'ex K13, un numero che si diceva non certo beneaugurante) che speronò il K14, il cui timone si era incatastato, rimanendo immobilizzato e danneggiato; la formazione navale sopraggiungente da poppa, ignara di qualsiasi cosa, passò nel mezzo delle squadriglie, con l'incrociatore da battaglia HMS Inflexible che colpì violentemente il K22; nel frattempo, l'incrociatore leggero HMS Fearless, che guidava la formazione subacquea, tornò indietro e, nel buio, centrò in pieno il K14, spezzandolo a metà; nel marasma generale affondarono il K4 ed il K17, che a sua volta in triste collaborazione con il K6 aveva somministrato gravi danni al K8, il quale in una perversa catena aveva poco prima affondato il K4.
Il bilancio totale ammontò a oltre 100 morti.

### Pubblicazioni
- (EN) Edward C. Whitman Ph.D., "K" for Katastrophe, in Undersea Warfare Magazine, http://www.public.navy.mil/subfor/underseawarfaremagazine/Pages/default.aspx, Winter 2013, Issue No.49 (archiviato dall'url originale il 24 settembre 2015).